# Лилехамер
Лѝлехамер (на норвежки: Lillehammer) е град във фюлке Оплан, Норвегия, на 176 км от Осло. Центърът на града е добре запазен от края на 19 век – там са съсредоточени дървени постройки, от които се открива прекрасна гледка към северната част на езерото Мьоса (Mjøsa) и реката Логен (Lågen), обкръжена от планини. На централната улица се намира пешеходна зона, магазини, кафенета и ресторанти.

## География
Лилехамер се намира на 145 км от аерогарата на Осло Гадемун (или на 180 км от центъра на Осло) и най-лесният начин да се стигне е с влак – времето за пътуване е 1 ч. 45 мин., влаковете са през интервал от 1 час ежедневно. През града минава шосе Е6. В Лилехамер е относително сух континентален климат. Население 25 070 жители.

## История
На територията на града са живели хора още през Желязната епоха. В древните саги градът се споменава като Литликаупангър (неголямо търговско място) или Литлихамар (малък Хамар – в отличие от града и епархията Хамар). Споменава се също през 1390 като център на местен орган на самоуправление. През 1800-те години тук е имало оживен пазар. Лилехамер получил статут на търговски град на 7 август 1827, когато имал 50 регистрирани жители. През 1973 в Лилехамер израелското разузнаване Мосад провежда операция и по погрешка застрелва марокански сервитьор, приемайки го за участник в терористичния акт на Мюнхенската олимпиада. Градът е признат център на зимните спортове. През 1994 в Лилехамер се провеждат зимни олимпийски игри.

## Забележителности
- Етнографски музей на открито Маихауген, състоящ се от 185 постройки
- Художествен музей
- Норвежки автомобилен музей
- Най-старият в света действащ по разписание колесен параход, пуснат на вода в 1856
- Олимпийски трамплин
- Норвежки олимпийски музей

## Култура
На името на града е озаглавен „Лилихамер“ (Lillyhammer) – един от първите сериали, продуцирани (частично) от „Нетфликс“.

## Побратимени градове
| Държава             | Град      |
| ------------------- | --------- |
| Франция             | Отран     |
| САЩ                 | Хейуърд   |
| Дания               | Хьорсхолм |
| Швеция              | Лександ   |
| Япония              | Минаками  |
| Германия            | Оберхоф   |
| Финландия           | Оулайнен  |
| Босна и Херцеговина | Сараево   |
| Сърбия              | Буяновац  |
| Япония              | Шиозава   |

## Личности, починали в Лилехамер
- Сигрид Унсет (1882 – 1949), норвежка писателка